# Raj-Ołeksandriwka (obwód ługański)
Raj-Ołeksandriwka (ukr. Рай-Олександрівка) – wieś na Ukrainie, w obwodzie ługańskim, w rejonie siewierodonieckim. W 2001 liczyła 76 mieszkańców.